# Перетинка

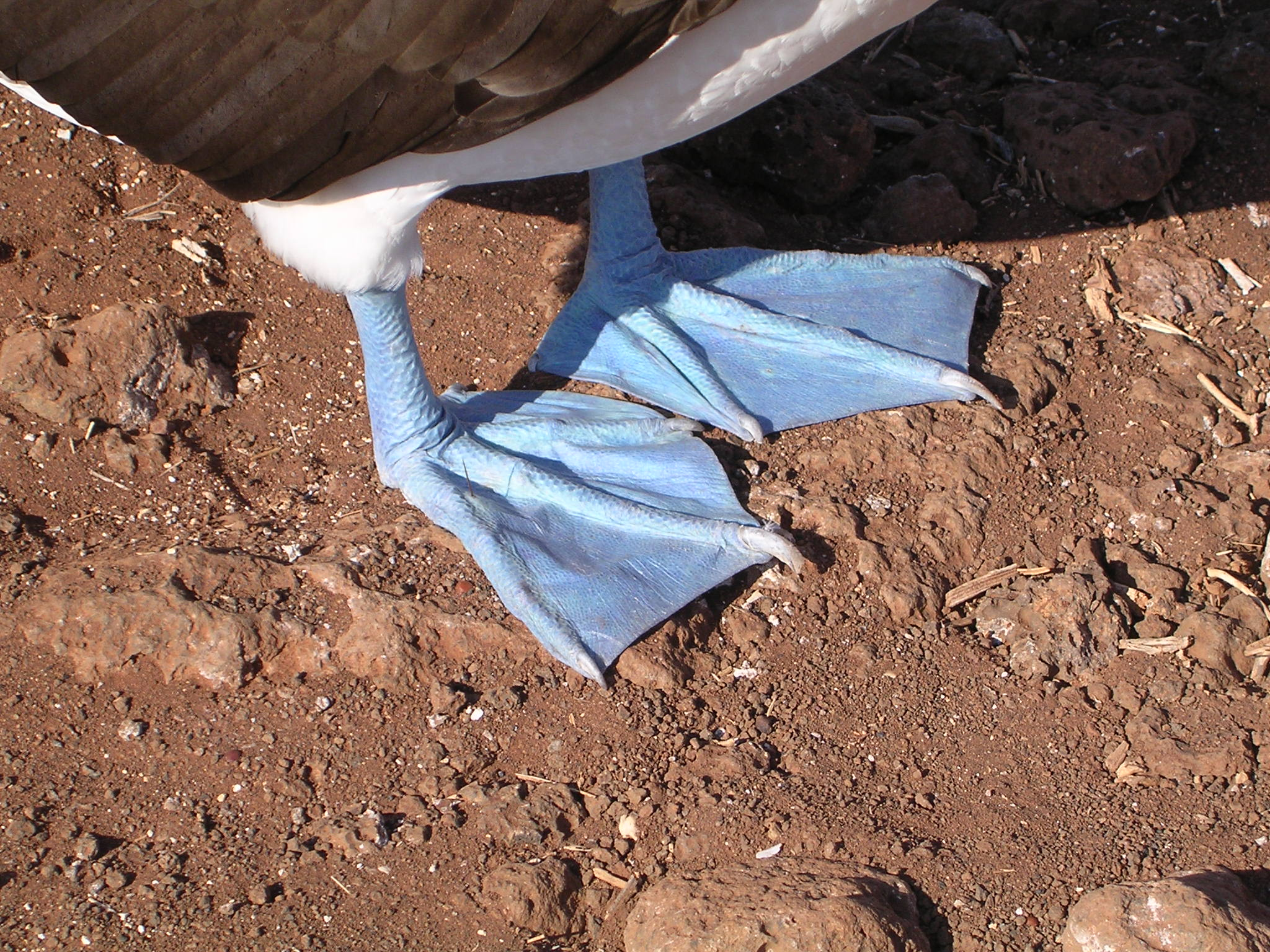
Перетинки у блакитноногої олуші

Пере́тинка — шкіра між пальцями у тварин, які пересуваються у водному середовищі. Вони підвищують ефективність руху, збільшуючи площу дотику кінцівок з водою.
Перетинки еластичні, для того, щоб стисканням пальців при необхідності можна було знизити опір води. До тварин, які мають перетинки, відносяться, наприклад, тюлені, бобри, качки та жаби.
У зв'язку з генетичними дефектами перетинки іноді зустрічаються у людей (див. Атавізми). За допомогою оперативного втручання вони можуть бути видалені.
| Тигр | Це незавершена стаття із зоології. Ви можете допомогти проєкту, виправивши або дописавши її. |